# Гагарино (посёлок станции, Рязанская область)
Гагарино — посёлок станции в Михайловском районе Рязанской области России. Входит в состав Грязновского сельского поселения (относится к Грязновскому сельскому округу). По состоянию на 2010 год постоянно населения в посёлке не было.

## География
Находится при станции на железнодорожной линии Ожерелье — Мшанка Московской железной дороги. Фактически вошёл в состав села Грязное.

## История
Возник как поселение железнодорожников при строительстве железнодорожной линии.
В Феняевскую волость входили два поселения:
- Гагарино, станция, 12 муж 9 ж, лесной склад
- При станции Гагарино торговый поселок, 5 дворов, 42 чел

## Население
| 2010 |
| ---- |
| 0    |

## Инфраструктура
Путевое хозяйство Московской железной дороги. Действует станция Лужковская.

## Транспорт
Автомобильный и железнодорожный транспорт. На ноябрь 2020 действует остановка общественного транспорта для автобусного маршрута 106.